# Leslie Norman Tyler
Sir Leslie Norman Tyler, britanski general, * 1904, † 1992.